# سميرش
سميرش (بالروسية: СМЕРШ) هو اسم منظمة مخابرات سوفيتية تشكلت من 3 تنظيمات فرعية خلال الحرب العالمية الثانية. واسمها مكون من كلمتين Сметрь шпионам ومعناها «الموت للجواسيس»، وأعلن وجودها رسميًّا في 14 أبريل 1943 واستمر وجودها حتى 4 مايو 1946 حين نقلت مهامها إلى وزارة أمن الدولة. ووفقًا للمصادر اختار يوسف ستالين الاسم بنفسه. كان دور المنظمة كشف الجواسيس الألمان في الجيش الأحمر ومكافحة التجسس داخل الجيش الأحمر والقضاء على العناصر المعادية للسوفيتية في الجيش. كما قاد ضباط من المنظمة الوحدات والتشكيلات السوفيتية في حالات غياب قادتها، وكان يترأس المنظمة  طوال فترة وجودها فيكتور أباكوموف، الذي ارتقى ليصبح وزيرًا لأمن الدولة في سنوات ما بعد الحرب، ومُنح 4 من أفرادها وسام بطل الاتحاد السوفيتي لمساهماتهم خلال الحرب.

## استشهادات
1. ↑  "سميرش...المخابرات الأكثر سرية والأكثر فعالية". سبوتنك. 19 أبريل 2016. مؤرشف من الأصل في 2019-06-01. اطلع عليه بتاريخ 2019-06-02.
2. ↑  ""سميرش".. المخابرات الأكثر سريّة والأكثر فعالية". Lebanon24. اطلع عليه بتاريخ 2024-12-06.